# Salmijärvi (Jukkasjärvi socken, Lappland, 753758-171645)
Salmijärvi är en sjö i Kiruna kommun i Lappland och ingår i Torneälvens huvudavrinningsområde. Sjön har en area på 0,119 kvadratkilometer och ligger 341,2 meter över havet. Sjön avvattnas av vattendraget Soutusjoki.

## Delavrinningsområde

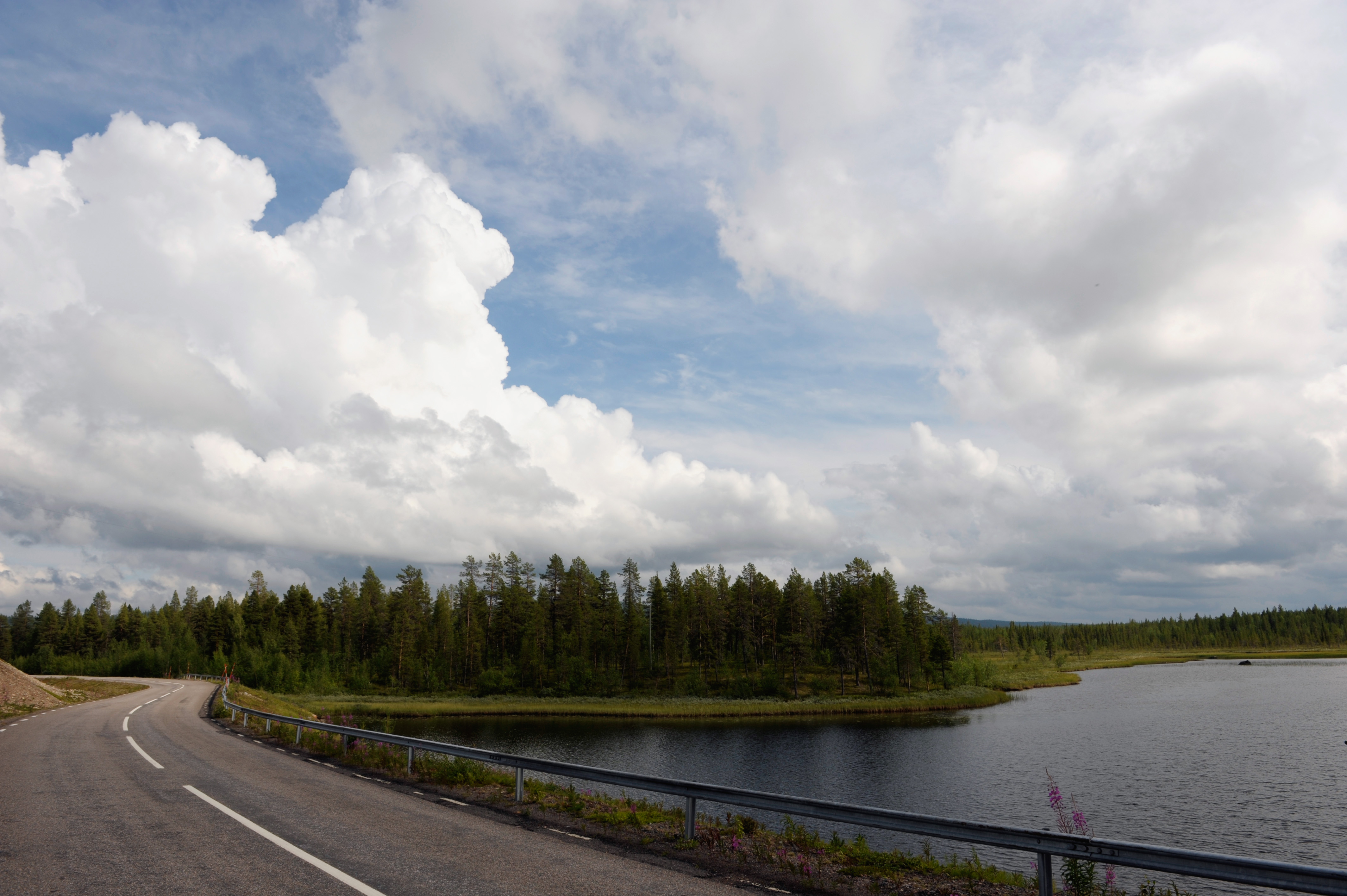
Salmijärvi sedd från länsväg BD 875.

Salmijärvi ingår i det delavrinningsområde (753806-171640) som SMHI kallar för Ovan Erkinjoki. Medelhöjden är 344 meter över havet och ytan är 0,89 kvadratkilometer. Räknas de 5 avrinningsområdena uppströms in blir den ackumulerade arean 17,47 kvadratkilometer. Soutusjoki som avvattnar avrinningsområdet har biflödesordning 2, vilket innebär att vattnet flödar genom totalt 2 vattendrag innan det når havet efter 360 kilometer. Avrinningsområdet består mestadels av skog (66 procent) och sankmarker (17 procent). Avrinningsområdet har 0,12 kvadratkilometer vattenytor vilket ger det en sjöprocent på 13,1 procent.